# Promenade sur la falaise, Pourville
Promenade sur la falaise, Pourville est un tableau réalisé en 1882 par le peintre français Claude Monet. Cette peinture à l'huile sur toile est un paysage impressionniste qui représente deux femmes au bord d'une falaise à Hautot-sur-Mer, dans la Seine-Inférieure. Léguée en 1933, l'œuvre est conservée à l'Art Institute of Chicago, à Chicago, dans l'Illinois, aux États-Unis.